# Osladić
Osladić (cyr. Осладић) – wieś w Serbii, w okręgu kolubarskim, w mieście Valjevo. W 2011 roku liczyła 444 mieszkańców.